# Друк (міфологія)

Прапор Бутану

Друк (дзонґ-ке འབྲུག་, Вайлі:brug, лат. druk — громовий дракон) — персонаж бутанської міфології; національний символ Бутану.
Зображений на прапорі Бутану тримаючим коштовність, яка символізує здоров'я. Мовою дзонг-ке Бутан називається Друк Юл — Драконова земля, король Бутану, відповідно, зветься Друк Г'ялпо, драконовий король. Під час виборів в національну асамблею Бутану в 2008 році всі чотири партії називалися «Кольорова партія Дракона». Назва національного гімну Бутану — Друк Ценден — перекладається як «Драконове королівство».